# سبز دودی
سبز دودی یا سبز خوتکایی گونه‌ای سبز مایل به آبی است که در سر خوتکای معمولی دیده می‌شود. سبزآبی از فیروزه‌ای تیره‌تر است و به این خاطر تمایلش به سبز بیشتر به نظر می‌آید.